# Depressió del Kumà-Mànitx

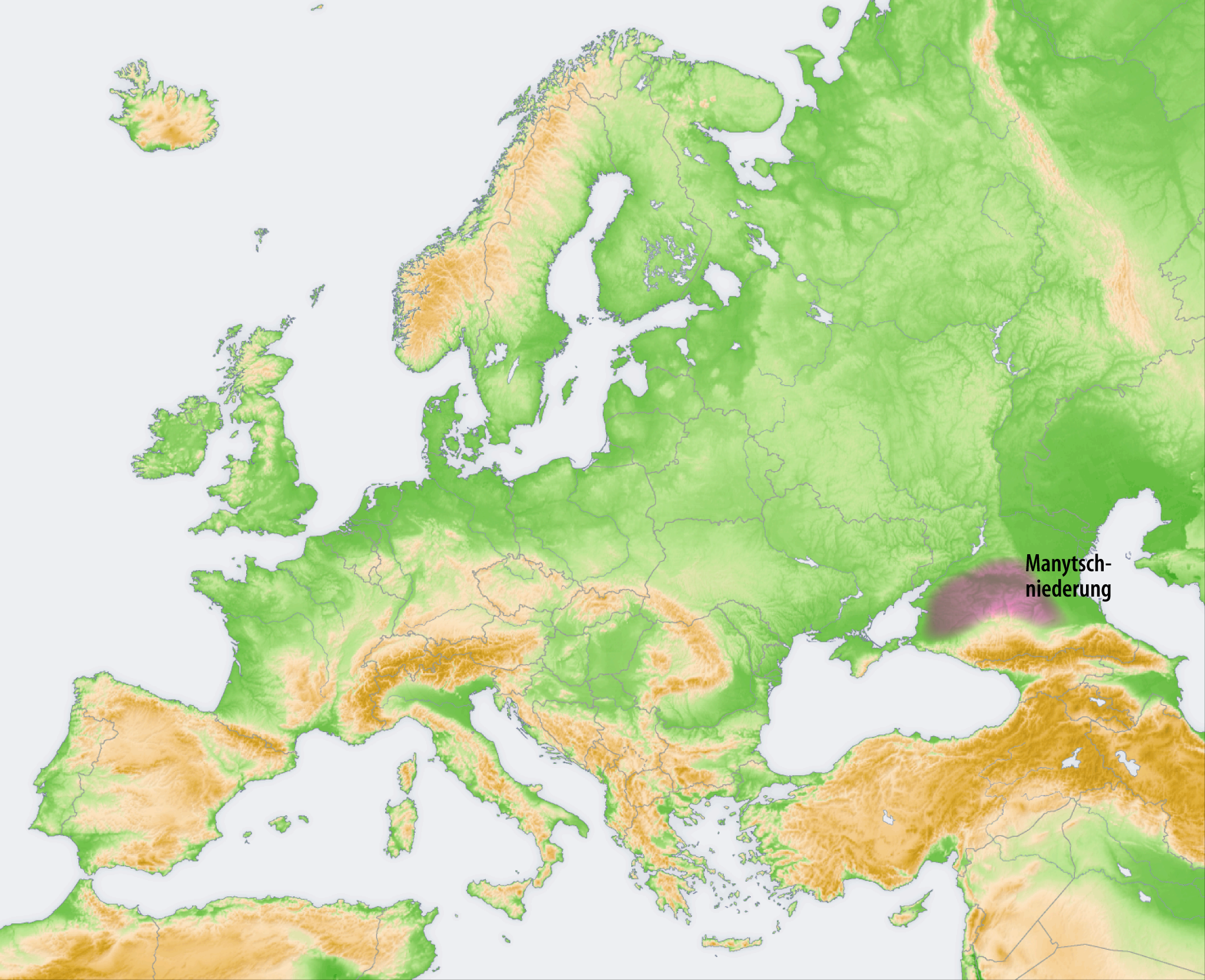
Ubicació de la depressió del Kumà-Mànitx

La depressió del Kumà-Mànitx (en rus: Кумо-Манычская впадина, kumo-Manitxskaja vpadina) és una depressió del sud de Rússia que separa la plana europea oriental, al nord, de la regió del Caucas, al sud. La seva denominació prové del riu Kumà, que desemboca a la mar Càspia, i del riu Mànitx, un afluent del riu Don, les aigües del qual desemboquen al mar d'Azov.
La depressió del Kumà-Mànitx té una longitud d'aproximadament 680 km entre el curs inferior del riu Don a l'oest i la depressió aralocaspiana a l'est. És considerada una frontera geogràfica natural entre Europa i Àsia. El 1730, el tsar de Rússia la va declarar oficialment la frontera de l'imperi, basant-se en els estudis del geògraf Philip Johan von Strahlenberg.

## Ubicació i geologia
La depressió del Kumà-Mànitx s'estén entre el curs inferior del riu Don a l'oest i la depressió aralocaspiana a l'est. Té una amplitud d'entre 20 i 30 kilòmetres, menys a la part central, on l'amplitud es redueix a només 1 o 2 kilòmetres. La depressió separa els monts d'Ergeni (en rus: Эргени, Ergeni), ubicats al nord, dels alts de Stavropol (en rus: Ставропольская возвышенность, Stavropol'skaja vozvyšennost) al sud, que formen el peu de muntanya de la serralada del Gran Caucas.
La depressió del Kumà-Mànitx està ubicada a l'óblast de Rostov, delimita la frontera entre el krai de Stàvropol i la república de Calmúquia al llarg de diversos kilòmetres i s'estén fins a la república de Dagestan a l'est.
La depressió té un origen tectònic i s'ubica en una zona enfonsada de l'escorça terrestre. Fins al Quaternari el mar negre, o millor dit el mar d'Azov, havien estat units amb la mar Càspia per la regió que avui dia constitueix la depressió del Kumà-Mànitx, una unió interrompuda només per a períodes de baix nivell d'aigua de la mar Càspia. El darrer cop que els dos mars estigueren connectats fou durant l'anomenada transgressió marina khvalinsk de la mar Càspia (en rus: Хвалынск), que a tot tardar va finalitzar fa 10.000 anys.

### La depressió del Kumà-Mànitx com a frontera d'Europa

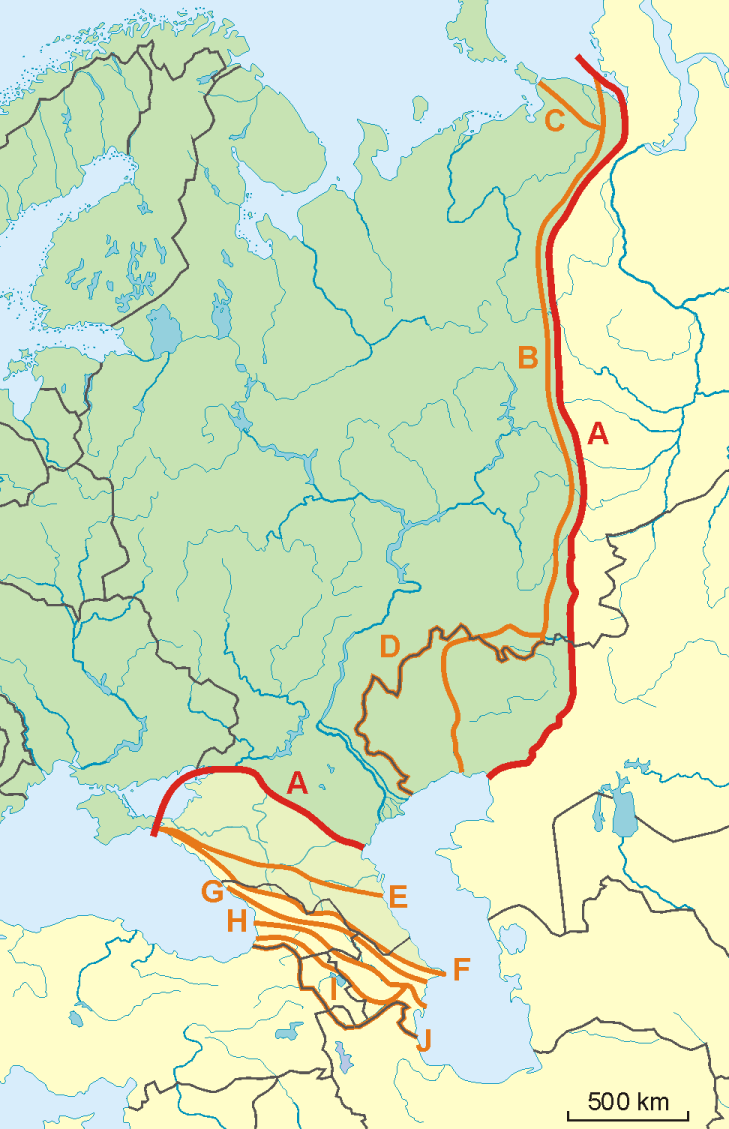
Frontera entre Europa i Àsia a Rússia. La frontera convencional segons Strahlenberg (A) està marcada en vermell i transcorre al llarg de la depressió del Kumà-Mànitx.

La depressió del Kumà-Mànitx se sol considerar com la frontera geogràfica entre Europa i Àsia, ubicada a la zona entre la mar Càspia i el mar d'Azov. Això és així des de la publicació dels estudis del geògraf Philip Johan von Strahlenberg el 1730. En els seus estudis, el geògraf suec es fonamenta amb fet que l'actual depressió Kumà-Mànitx havia sigut una zona de connexió entre la mar Càspia i el mar d'Azov o la mar Negra, entre d'altres. No obstant, sovint també es prenen les Muntanyes del Caucas com a frontera entre els dos continents, sobretot en territoris de parla anglesa o francesa. Segons aquesta concepció la depressió del Kumà-Mànitx estaria ubicada a Europa.